# ミラン・パヴコヴ
ミラン・パヴコヴ（セルビア語: Милан Павков, ラテン文字転写: Milan Pavkov、1994年2月9日 - ）は、セルビアのサッカー選手。ポジションはフォワード。

## クラブ経歴

### ČSKチェラレヴォ以前
FKノヴィ・サドで選手となり、FKムラドスト・バチュキ・ペトロヴァツに期限付き移籍に出された。その後、2013-14シーズンにFK ČSKチェラレヴォに加入。このシーズンは27試合8得点を記録した。2014-15シーズンは27試合18得点と躍進しスルプスカ・リーガ・ヴォイヴォディナの得点王となり、クラブもまたセルビア・スルプスカ・リーガに昇格した。

### ヴォイヴォディナ
2015年夏にFKヴォイヴォディナ・ノヴィ・サドのトライアルに参加、合格し契約を締結。セルビア・スーペルリーガ初出場は2015年8月9日となった。2016年6月2日には双方合意の下で契約を解除した。

### ラドニチュキ・ニシュ
2016年7月4日に3年契約で同じくセルビア・スーペルリーガ所属のFKラドニチュキ・ニシュに移籍。9月10日に2得点を記録し、2016-17シーズン第8節最優秀選手にノミネートされた。同年末までには更に3得点を奪ったが、そのうちの2得点は同国の強豪であるレッドスター・ベオグラードとパルチザン・ベオグラードからであった。

### レッドスター・ベオグラード
2017年初めに2年半契約でレッドスター・ベオグラードに移籍、移籍金は30万ユーロ。2月18日のFKノヴィ・パザル戦でダミアン・ル・タレクに代わって85分に投入され移籍後初出場。またリザーブチームでも1得点をあげた。その後は負傷したためシーズン中の出場がなかった。
2017-18シーズンはUEFAヨーロッパリーグ 2017-18 予選のフロリアーナFC戦でリッチモンド・ボアキエに代わって投入され初出場。しかし7月27日に1年の契約で古巣のラドニチュキ・ニシュに期限付き移籍となった。2018年5月13日の試合で初めての退場を経験。しかし33試合で23得点し、同シーズンのセルビア・スーペルリーガではアレクサンダル・ペシッチに次ぐ得点ランキング2位の活躍をした。
2018年夏にレッドスター・ベオグラードに復帰。ヴラダン・ミロイェヴィッチ監督のプレシーズンの練習を全てこなした。アレクサンダル・ペシッチが移籍するとUEFAチャンピオンズリーグ 2018-19 予選のFKスパルタクス・ユールマラ戦の20人のメンバーに入った。この試合で18分にニコラ・ストイリコヴィッチが負傷し、彼が代わりに投入された。8月12日にはレッドスター・ベオグラードで初めてのスターティングメンバーとなり、2得点の活躍をみせた。11月6日のUEFAチャンピオンズリーグ 2018-19 グループリーグ・リヴァプールFC戦では2得点の大活躍をしてリヴァプールを完封、大きな衝撃を呼んだ。12月22日にレッドスター・ベオグラードとの契約を2022年12月まで延長した。

## 代表経歴
2019年3月のドイツ代表、ポルトガル代表との親善試合の際、アレクサンダル・プリヨヴィッチが怪我で代表を辞退したためにセルビア代表に初招集。20日のドイツ代表戦でルカ・ヨヴィッチに代わり途中出場したものの、レロイ・サネへのチャレンジが失敗しレッドカードという代表デビュー戦となってしまった。